# Летний вечер на южном пляже Скагена
«Летний вечер на южном пляже Скагена» (дат. Sommeraften på Skagen Sønderstrand) — картина датского художника Педера Северина Кройера, написанная в 1893 году.

## Контекст
Педер Северин Кройер родился в 1851 году в Ставангере (Норвегия), но детство провёл у своей тёти в Копенгагене (Дания). Получив художественное образование, в период с 1877 по 1881 год при поддержке покровителя Генриха Гиршпрунга, Кройер побывал в Нидерландах, Бельгии, Франции, Испании и Италии, где познакомился с творчеством старых мастеров. Уже будучи известным художником, в 1882 году, находясь в Вене (Австрия), Кройер встретился с Микаэлем Анкером. Анкер поселился в Скагене в 1874 году, а затем женился на местной художнице Анне Брённум, дочери владельца единственной гостиницы в деревне, в которой проходили творческие собрания членов местного художественного сообщества, известного как «Скагенские художники». Кройер впервые приехал в Скаген в 1882 году, и его присутствие не осталось незамеченным со стороны членов сообщества, пригласивших его в свои ряды. Это было вызвано плачевным состоянием датского изобразительного искусства после окончания «золотого века», и Кройер в этом отношении виделся многими как знаменосец возрождения датской школы. В 1883 году он уехал во Францию, где, находясь под влиянием импрессионизма, создал собственный стиль, впоследствии приобретя в Дании репутацию реалиста, в особенности благодаря изображению сцен на пляже, оживлённых встреч художников, рыбаков. Он не случайно привлёк внимание «скагенских художников», отвергнувших Королевскую академию и выступавших против картин только для удовольствия богатых, полагая, что искусство должно показывать реальную и тяжёлую жизнь обычного человека, обременённую бедностью болезнями и опасностями на повседневной работе в море. Очарованный Скагеном, его пейзажем и жизнью народа, Кройер каждое лето снова приезжал туда, проводя остальное время в путешествиях или в Копенгагене, где имел студию. В Скагене он начал изучать просторы неба, песка и моря, дрейфуя в своём творчестве к символизму. Летом 1889 года, после женитьбы на художнице Марии Трипке, встретившейся ему в Париже, Кройер окончательно обосновался в Скагене, став одним из заметных членов «скагенских художников».

## История создания

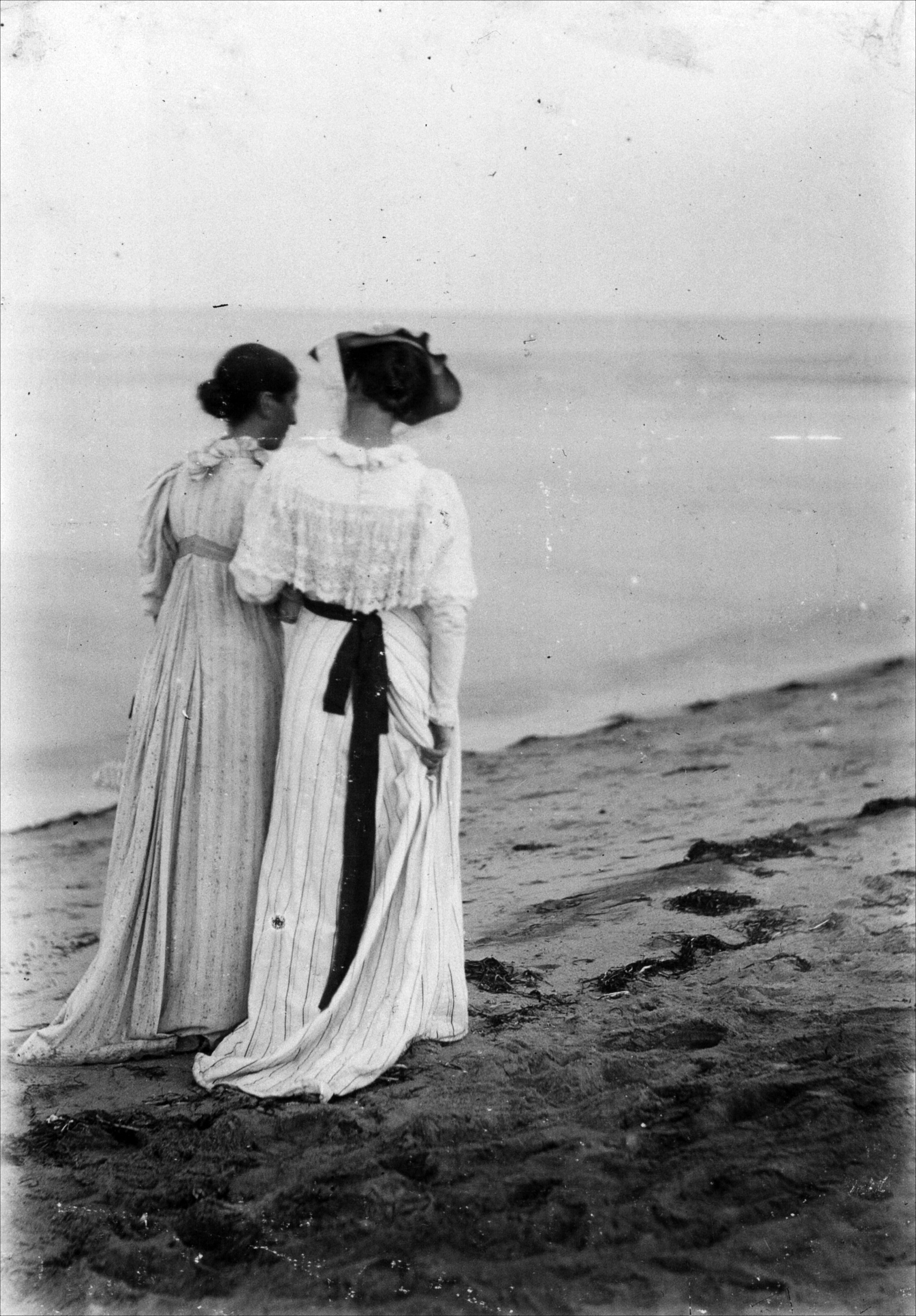
Одна из фотографий Анны Анкер и Марии Кройер

Первая мысль о создании картины пришла Кройеру во время званого обеда в его доме, посвящённом серебряному юбилею свадьбы Софуса Скандорфа и его жены Иды, после которого гости вышли на пляж, чтобы насладиться летним вечером, и Анна Анкер и Мария Кройер отправились на прогулку вдоль берега. Основой для картины послужили два снимка прогулки, сделанные лично Кройером, увлекавшимся фотографией и приобретшим свой первый фотоаппарат в 1885 году.
В рамках подготовки к передаче прогулки на полотно, Кройер взял фотографию своей жены с подругой и перенёс её на холст, слегка увеличив в размерах. После написания трёх предварительных работ, в 1893 году Кройер завершил основную картину, отметив в письме Скандорфу от 5 сентября, что «после того как я рисовал варианты различных видов для неё в течение месяца, в одно прекрасное утро я начал писать на холсте и к вечеру четвертого дня картина была готова». Анкер и Кройер гуляли на южном пляже Скагена в так называемый «синий час», когда горизонт почти растворяется в вечернем тумане, а небо сливается с морем. Часто изображая особые световые эффекты, наблюдаемые им в Скагене, в частности на пляжах, Кройер работал над картиной на том же пляже вечером, когда два источника естественного света могут быть написаны одновременно вместо одного из них. При этом он был далеко не единственным художником этого периода, писавшим выразительные картины, изображающие переход между днём и ночью.

## Описание
На картине изображены две дамы в белых платьях, прогуливающиеся под руку вдоль берега на южном пляже Скагена, в окружении спокойных просторов суши и моря. Небо, море и пляж сходятся воедино, фигуры окружены сумерками, а пейзаж окутан синим светом, добавляющим рефлексов и подчёркивающим контуры. Остальные три работы представляют собой вариации основной картины, но две имеют прямоугольный размер и изображают прогулку Марии и Анны на отдалённом расстоянии, а третья передаёт фигуры более приближённо, но в рамках квадратного формата.

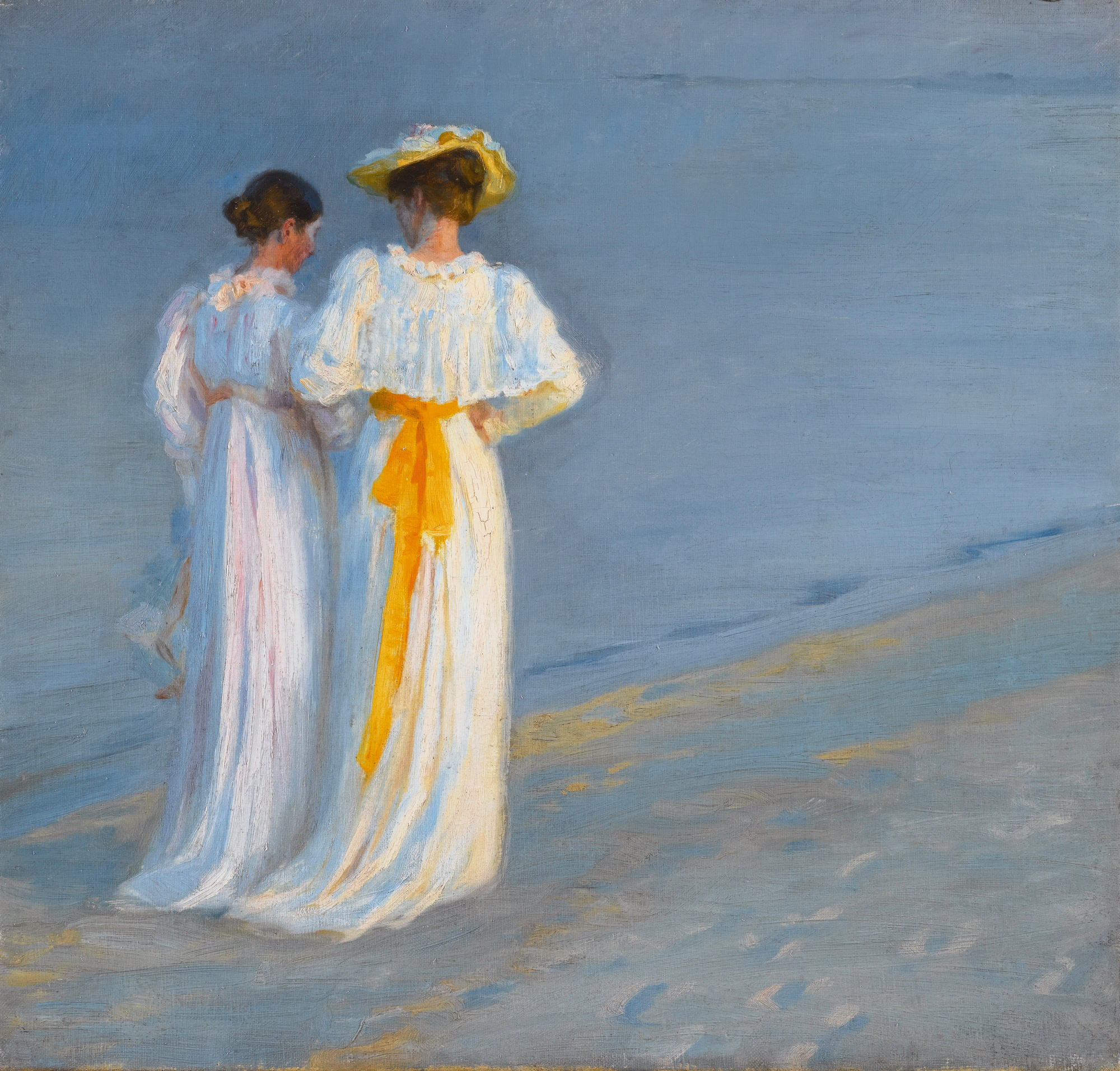
«Анна Анкер и Мария Кройер на пляже в Скагене». 45 × 47 см, частная коллекция
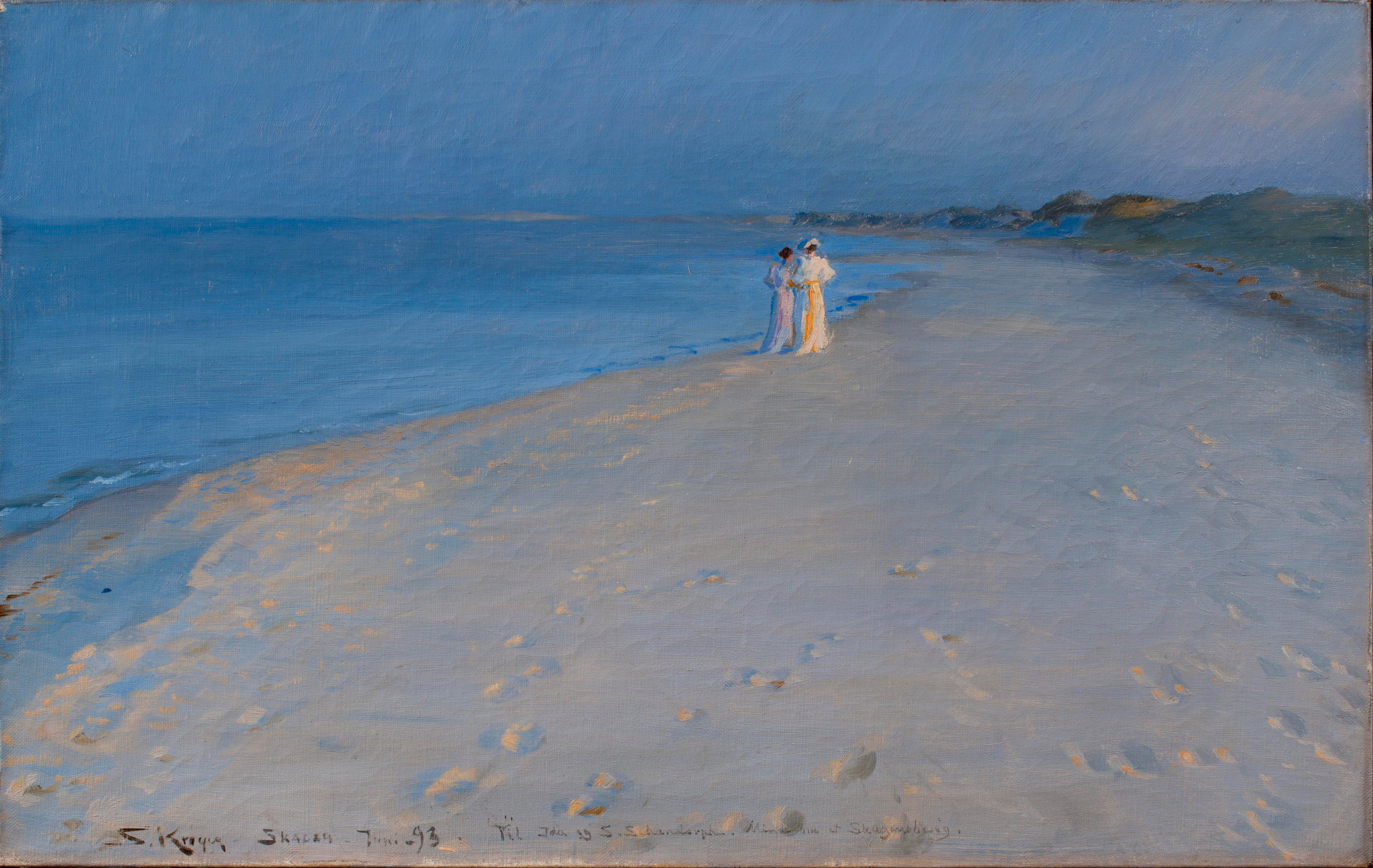
«Летний вечер на южном пляже Скагена. Анна Анкер и Мария Кройер», 38,5 × 60 см, Коллекция Гиршпрунга
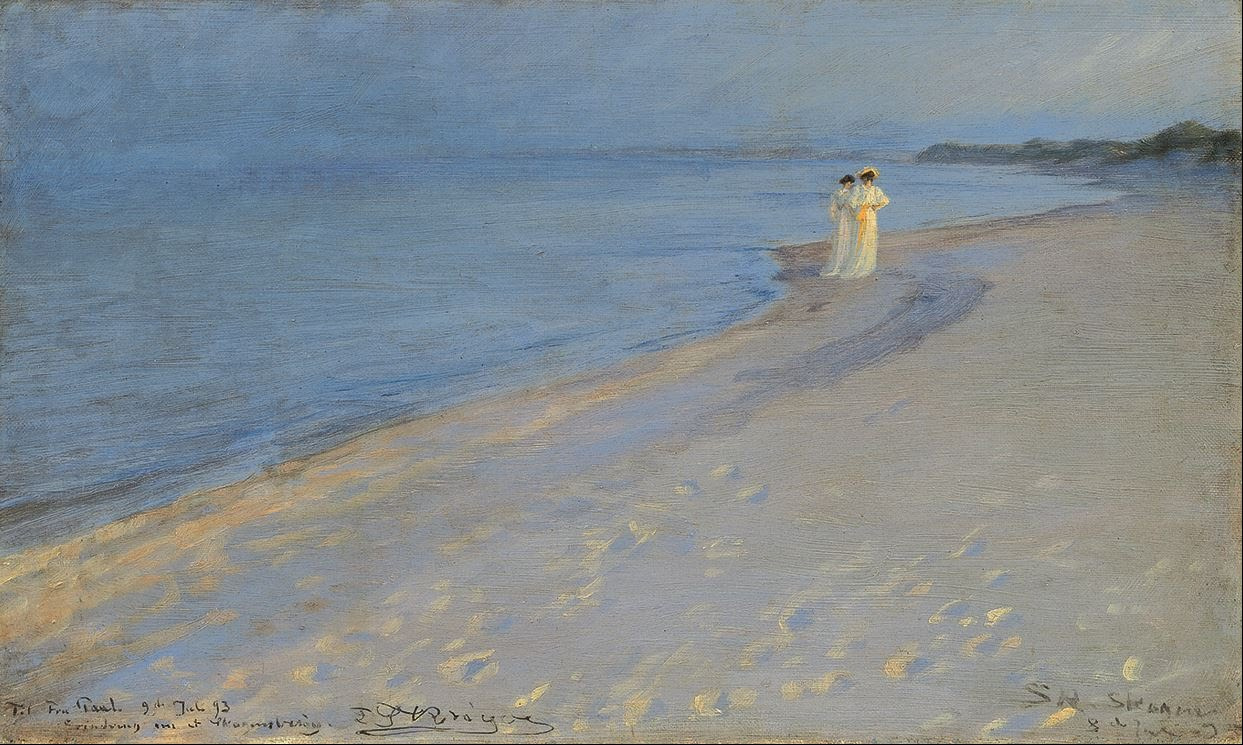
«Летний вечер на южном пляже Скагена. Анна Анкер и Мария Кройер», 27,8 × 45,8 см, Коллекция Гиршпрунга

## Влияние

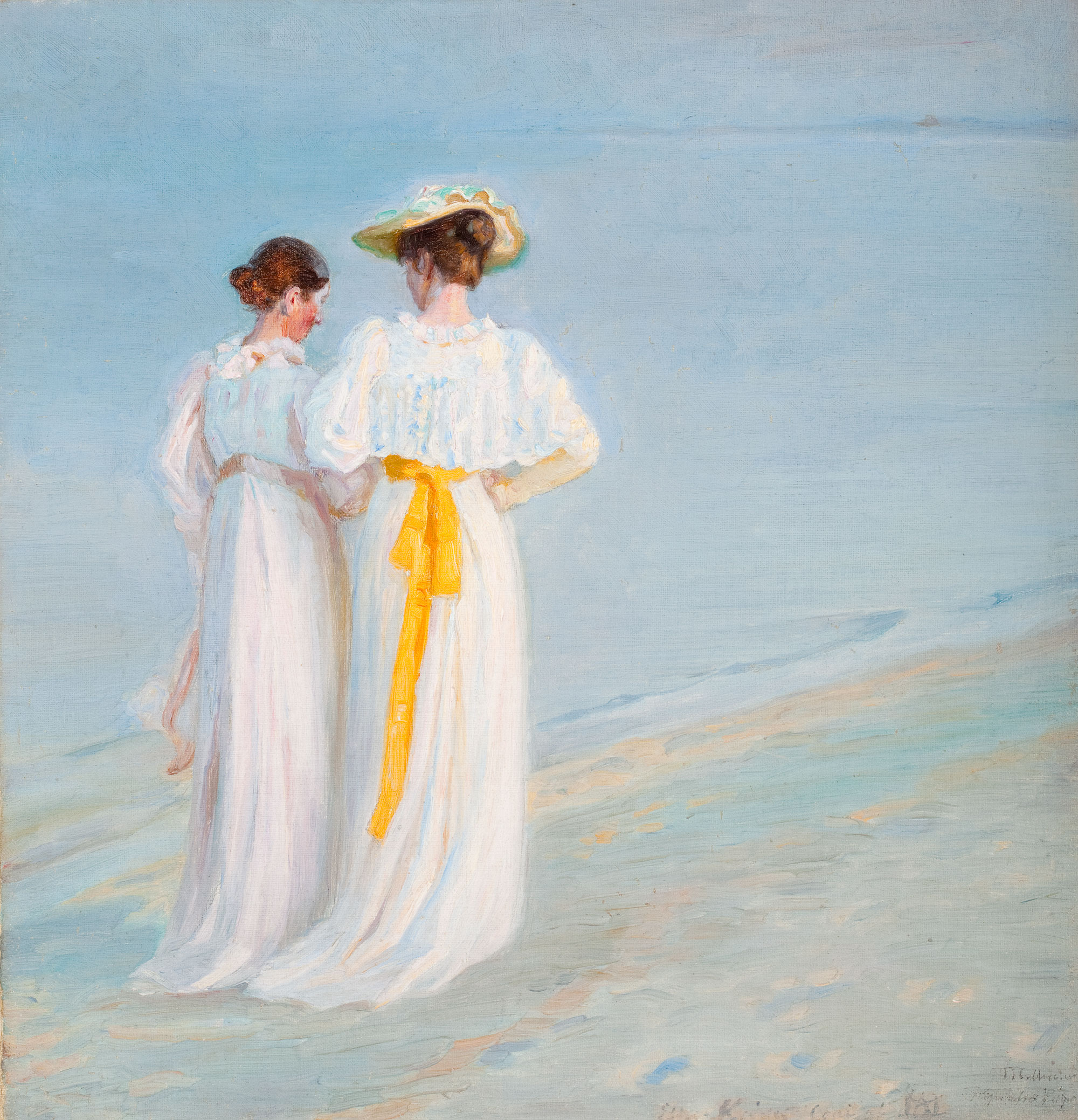
«Летний вечер на южном пляже Скагена». Микаэль Анкер, 1897 год

Картина является частью «голубого периода» и считается одним из шедевров творчества Кройера, испытавшего влияние более радикального в художественном отношении Джеймса Уистлера, тоже писавшего в сумеречные часы. Микаэль Анкер был так восхищён картиной, что тайно сделал даже копию для себя, в чём впоследствии признался Кройеру (в настоящее время эта работа находится в Доме Микаэля и Анны Анкер в Скагене). Другим примером «голубого периода» Крёера является картина «Летний вечер на пляже Скагена. Художник и его жена», на которой он изобразил себя идущим с женой к зрителю. Однако, ни эта, ни более поздние работы не выражают такой же уровень законченного совершенства, достигнутого Кройером в картине «Летний вечер на южном пляже Скагена», настроение и идиллия которой были преобразованы и развиты Эдвардом Мунком в мотивы экзистенциальной тоски.

## Последующие события
В 1895 году, Мария родила дочь Вибеке. Она осталась с отцом в Скагене, после того как Мария и Педер развелись в 1906 году. Страдая маниакально-депрессивным психозом, ослабившим его здоровье, Кройер умер в 1909 году и был похоронен на Скагенском кладбище.

## Судьба картины

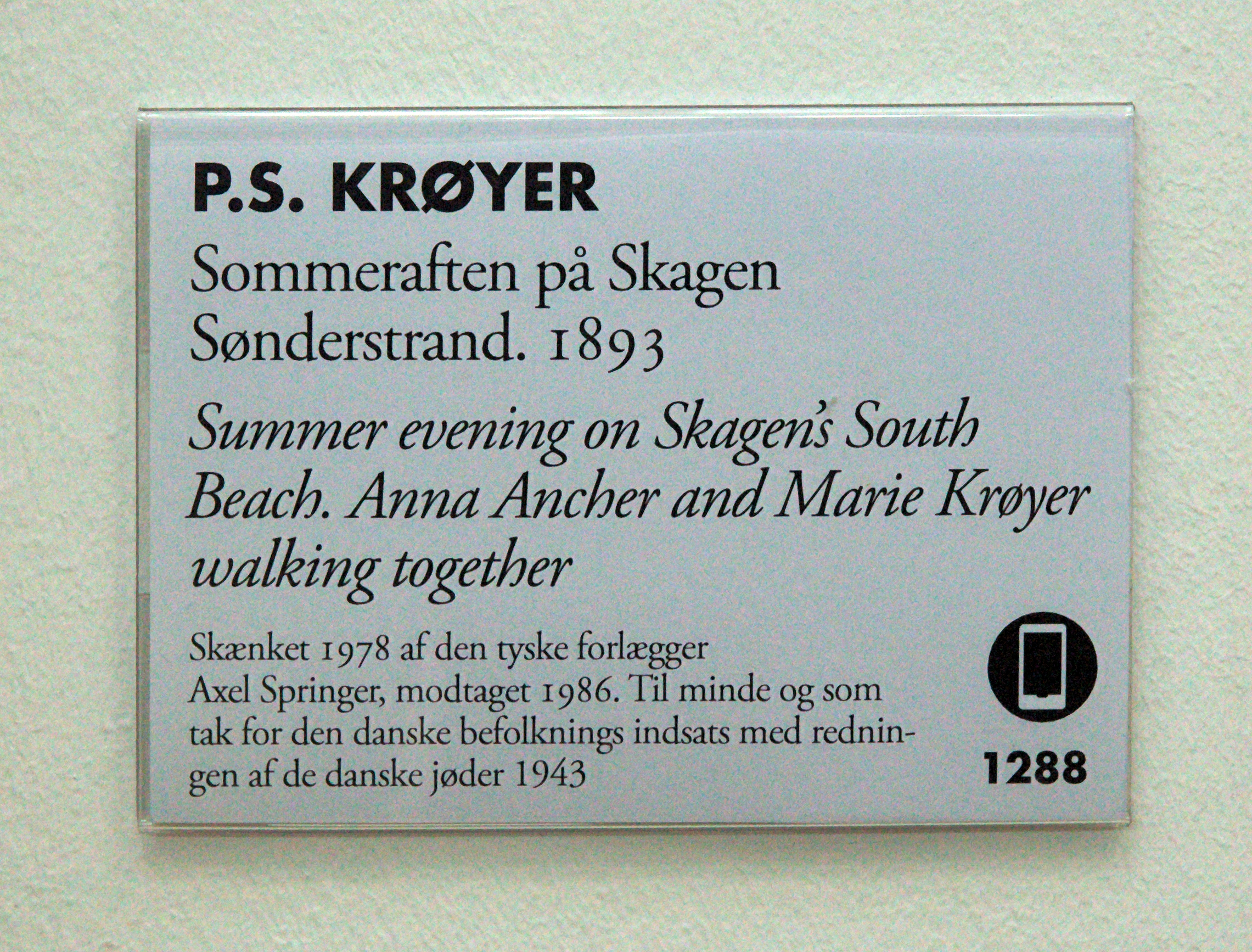
Информационная табличка в Скагенском музее

В 1895 году Кройер выставил картину на Салоне-дю-Шамп-де-Марс в Париже, и в том же году в Мюнхене она была продана немецкой оперной певице Лилли Леман. Долгие годы работа висела в австрийском горном домике. В 1978 году картина была продана немецкому медиа-магнату Акселю Шпринглеру за 520 тысяч датских крон. В 1986 году вдова Шпрингера, не являясь еврейкой, отдала картину в дар датскому народу в память о спасении датских евреев от нацистов в 1943 году, когда члены движения сопротивления эвакуировали морем из Дании в нейтральную Швецию около 7800 человек. В настоящее время картина находится в Скагенском музее.

## Судьба предварительных работ
Одну из работ щедрый по своей натуре Кройер подарил Скандорфу, в память о его пребывании в Скагене, а другую — Гиршпрунгу — обе сейчас находятся в коллекции его имени в Копенгагене. В 1905 году королева Италии Маргарита Савойская на выставке в Висбадене купила третью работу. В апреле 2012 года её внучка принцесса Мария Беатриче Савойская выставила работу на аукцион «Christie’s», где она была приобретена частным лицом из Южного Кенсингтона. В ноябре того же года она была продана на аукционе «Sotheby's» за 493 250 фунтов стерлингов (4,5 млн крон) — за цену, в два раза превосходящую оценочную (2,3 млн крон).